# ظبي القصب بوهور
ريدبك بوهور (الاسم العلمي: Redunca redunca) ظبي من جنس ريدبك متوطن في وسط إفريقيا.

## اقرأ كذلك
- قائمة مزدوجات الأصابع حسب العدد
- ريدبك (جنس)
- ريدبك جنوبي